# ホアン・ベネガス
ホアン・アルベルト・ベネガス・ウジョア（Johan Alberto Venegas Ulloa 、1988年11月27日 - ）は、コスタリカ・リモン出身のプロサッカー選手。コスタリカ代表。LDアラフエレンセ所属。ポジションは、フォワード。

## 経歴

### クラブ
サントス・デ・グアピレスFCでキャリアをスタート。
2012年、プンタレナスFCに移籍。加入初年度で38試合で13ゴールを挙げた。
2013年、LDアラフエレンセに移籍。初年度から主力に定着し34試合で4ゴールを挙げた。2年目は前年度を大幅に上回る13ゴールを挙げた。
2015年6月、MLSのモントリオール・インパクトに移籍。
2016年12月、クリス・ドゥバルとのトレードでミネソタ・ユナイテッドFCに移籍。

### 代表
2014年9月のコパ・セントロアメリカーナ開幕戦・ニカラグア戦で初キャップ&初ゴール。2戦目のパナマ戦でもゴールを挙げた。

## 代表歴

### 出場大会
- コスタリカ代表
  - 2018 FIFAワールドカップ
  - 2022 FIFAワールドカップ

### 試合数
- 国際Aマッチ 83試合 11得点（2014年-2022年）[7]

| コスタリカ代表 | 国際Aマッチ | 国際Aマッチ |
| 年             | 出場        | 得点        |
| -------------- | ----------- | ----------- |
| 2014           | 6           | 3           |
| 2015           | 14          | 1           |
| 2016           | 10          | 3           |
| 2017           | 14          | 2           |
| 2018           | 7           | 1           |
| 2019           | 3           | 1           |
| 2020           | 4           | 0           |
| 2021           | 14          | 0           |
| 2022           | 11          | 0           |
| 通算           | 83          | 11          |

### 得点
2017年10月10日現在
| No | 開催日         | 開催地         | 対戦国         | スコア | 結果 | 試合概要                        |
| -- | -------------- | -------------- | -------------- | ------ | ---- | ------------------------------- |
| 1  | 2014年9月3日   | ワシントンD.C. | ニカラグア     | 3–0    | 3–0  | 2015 コパ・セントロアメリカーナ |
| 2  | 2014年9月17日  | ダラス         | パナマ         | 1–2    | 2–2  | 2015 コパ・セントロアメリカーナ |
| 3  | 2014年11月13日 | モンテビデオ   | ウルグアイ     | 3–3    | 3–3  | 親善試合                        |
| 4  | 2015年6月11日  | レオン         | スペイン       | 1–0    | 1–2  | 親善試合                        |
| 5  | 2016年3月29日  | サンホセ       | ジャマイカ     | 3–0    | 3–0  | 2018 FIFAワールドカップ予選     |
| 6  | 2016年6月11日  | ヒューストン   | コロンビア     | 1–0    | 3–2  | コパ・アメリカ・センテナリオ    |
| 7  | 2016年11月15日 | サンホセ       | アメリカ合衆国 | 1–0    | 4–0  | 2018 FIFAワールドカップ予選     |
| 8  | 2017年1月15日  | パナマ市       | ベリーズ       | 2–0    | 3–0  | 2017 コパ・セントロアメリカーナ |
| 9  | 2017年10月10日 | パナマ市       | パナマ         | 1–0    | 1–2  | 2018 FIFAワールドカップ予選     |